# Herzogshut (Immenreuth)
Herzogshut ist ein Weiler auf der Gemarkung Ahornberg im oberpfälzischen Landkreis Tirschenreuth.

## Geografie
Herzogshut liegt auf einem größtenteils bewaldeten Höhenrücken, der sich zwischen den Tälern des Buchgrabens im Westen und des Flötzbaches im Osten erhebt und der sich im Südwesten des Fichtelgebirges befindet. Der Weiler ist ein Ortsteil der Gemeinde Immenreuth und liegt viereinhalb Kilometer nordwestlich von deren Gemeindesitz.

## Geschichte
Das bayerische Urkataster zeigt Herzogshut in den 1810er Jahren als eine Streusiedlung, die aus vier getrennt voneinander liegenden Anwesen besteht. Seit dem bayerischen Gemeindeedikt von 1818 hatte Herzogshut zur politischen Gemeinde Ahornberg gehört, die zum Zeitpunkt der Gemeindegründung neben dem Hauptort Ahornberg noch aus drei weiteren Ortschaften bestand. Nachdem die Gemeinde Ahornberg im Jahr 1946 noch um den Weiler Schadersberg aus der aufgelösten Gemeinde Punreuth erweitert worden war, wurde sie mit der bayerischen Gebietsreform ebenfalls aufgelöst und Herzogshut zusammen mit ihr in die Gemeinde Immenreuth eingegliedert.
| Jahr          | 001824 | 001871 | 001885 | 001900 | 001925 | 001950 | 001961 | 001970 | 001987 |
| Einwohnerzahl | 25     | 22     | 20     | 37     | 26     | 16     | 18     | 25     | 16     |